# Plancy-l'Abbaye
Plancy-l'Abbaye è un comune francese di 960 abitanti situato nel dipartimento dell'Aube nella regione del Grand Est.

## Società

### Evoluzione demografica
Abitanti censiti